# Judith Binney
Judith Mary Caroline Binney, de soltera Musgrove, (Australia, 1 de julio de 1940-Auckland, 15 de febrero de 2011) fue una historiadora y escritora australiana. Fue profesora de Historia en la Universidad de Auckland, y su trabajo se centró en Nueva Zelanda, especialmente en la religión maorí Ringatū fundada por Te Kooti Arikirangi Te Turuki y continuada por Rua Kenana. También escribió ampliamente sobre la historia de Ngāi Tūhoe.

## Trayectoria
Binney nació en Australia en 1940, hija de Sydney Musgrove, profesora en la Universidad de Auckland en 1947. Se graduó con honores en Historia de la Universidad de Auckland en 1965 y comenzó a trabajar como profesora en el Departamento de Historia de esa misma universidad al año siguiente.
Fue profesora hasta su jubilación en 2004. Escribió biografías de Te Kooti y de Kenana, además de un libro sobre los seguidores de Kenana y otro sobre el misionero pakeha Thomas Kendall. Con Judith Bassett y Erik Olssen escribió People and the Land, una historia de Nueva Zelanda dirigida a alumnado de secundaria. Junto a Gillian Chaplin y Craig Wallace escribió Mihaia: the prophet Rua Kenana and his community at Maungapohatu. También con Gillian Chaplin escribió Ngā Mōrehu: The survivors.
Aparte de su faceta como investigadora, Binney fue consultora histórica para la película de Vincent Ward, Rain of the Children (2008), protagonizada por Rena Owen y Temuera Morrison.
En 2010, ganó el Premio al Libro Postal del Año de Nueva Zelanda y también el Premio General de No Ficción por Tierras Cerradas: Te Urewera, 1820-1921 (Bridget Williams Books). El libro narra la lucha de Tūhoe por el autogobierno de sus tierras. Tühoe finalmente logró que les concedieran el autogobierno por ley hace más de un siglo.
Binney estuvo casada dos veces. La primera con el artista Don Binney, y la segunda con su compañero académico Sebastian Black (1937-2015).
El 4 de diciembre de 2009, Binney sufrió fuertes lesiones en la cabeza tras ser atropellada por un vehículo en Auckland. Dos años más tarde, el 15 de febrero de 2011 murió en su casa de Auckland, a los 70 años. Su fallecimiento fue a causa de una enfermedad no relacionada con el accidente. Le sobrevivió su esposo, Sebastian Black.
Un artículo del 31 de octubre de 2022 en el The New Zealand Herald  relata que Binney fue objetivo de un ataque el 29 de septiembre de 1986. Se arrojó un cóctel molotov en la casa del vecino de Binney, Michael Neill. El grupo activista Ahi Kaa estaba planeando tomar medidas contra ella para mostrar su desprecio por un historiador pakeha. El relato de Neill aparece en un artículo de octubre de 2022 en London Review of Books.

## Legado
Binney destacó las diferencias en los sistemas de creencias de la civilización maorí (especialmente Tūhoe) y europea en Nueva Zelanda. Mostró una gran comprensión de la forma de pensamiento no lineal de los maoríes. Esta manera tradicional de pensamiento duró mucho tiempo después del contacto con los europeos y mantuvo fuertes ecos durante todo el siglo XXI. Binney fue una firme defensora del separatismo maorí y mostró cómo la comprensión de la historia maorí se basaba en historias antiguas entrelazadas con nuevos eventos para crear narrativas mitológicas nuevas. Enfatizó que la historia maorí tiene un propósito bastante diferente al de la historia occidental, con el  objetivo de preservar y mejorar el mana de un whānau o hapū en lugar de examinar y explicar eventos históricos de una manera secuencial y racional basada en evidencia documentada.
Contrastó la creencia maorí con el sistema occidental en torno al misticismo, los espíritus, las profecías, las canciones y las historias. Mostró el uso maorí de la escala de tiempo no lineal en su narrativa mítica, en la que eventos y personas avanzan y retroceden en el tiempo. El trabajo académico que llevó a cabo sentó las bases y el marco para el acuerdo del Tribunal del Tratado de Waitangi con Tūhoe que resolvió muchas cuestiones relacionadas con el maná y los recursos que se remontaban a 1863. 

## Reconocimientos
Por sus servicios a la investigación, fue nombrada Fellow de la Orden del Mérito de Nueva Zelanda en 1997. En 2006, fue ascendida a Distinguished Companion de la misma orden, y, en 2009, aceptó el nombramiento como Dame Companion. En 1998, fue nombrada Fellow de la Royal Society de Nueva Zelanda.
En 1999, recibió la beca James Cook de tres años para investigar la historia de Urewera. Recibió 60.000 dólares en los Premios del Primer Ministro a los Logros Literarios en 2006. En 2007, Binney fue nombrada miembro inaugural de la Academia de Humanidades de Nueva Zelanda.
En 2017 fue seleccionada como una de las "150 mujeres en 150 palabras" de la Royal Society de Nueva Zelanda.
En 2020, fue incluida dentro del proyecto “Mujeres Investigadoras en los Archivos Estatales (1900-1970)” para la descripción archivística y creación de un micrositio específico en el Portal de Archivos Españoles (PARES), desarrollado entre 2020-2023. Este proyecto ha sido impulsado por la Subdirección General de Archivos Estatales, con el objetivo visibilizar la labor de investigación realizada en España por las mujeres en el intervalo 1900-1970 partiendo de los registros documentales que se conservan en los Archivos de Gestión de los AAEE del Ministerio de Cultura (el Archivo Histórico Nacional, el Archivo de la Corona de Aragón, el Archivo General de Simancas, el Archivo General de Indias, el Archivo de la Real Chancillería de Valladolid, el Archivo General de la Administración y el Centro de Información Documental de Archivos).

## Obra
- 1968 – The legacy of guilt: a life of Thomas Kendall. Oxford University Press.
- 1979 – Mihaia : the prophet Rua Kenana and his community at Maungapohatu. Con Gillian Chaplin y Craig Wallace. Oxford University Press.
- 1986 – Ngā Mōrehu: The survivors. Con Gillian Chaplin. Oxford University Press.
- 1990 – The people and the land: Te tangata me te whenua: an illustrated history of New Zealand, 1820–1920. Con Judith Bassett y Erik Olssen. Allen & Unwin.
- 1995 – Redemption songs: a life of Te Kooti Arikirangi Te Turuki. Bridget Williams Books.
- 2009 – Encircled lands: Te Urewera, 1820–1921. Bridget Williams Books.
- 2001 – The shaping of history: essays from the New Zealand Journal of History, 1967–1999. Bridget Williams Books.